# Istoria Națiunilor Unite

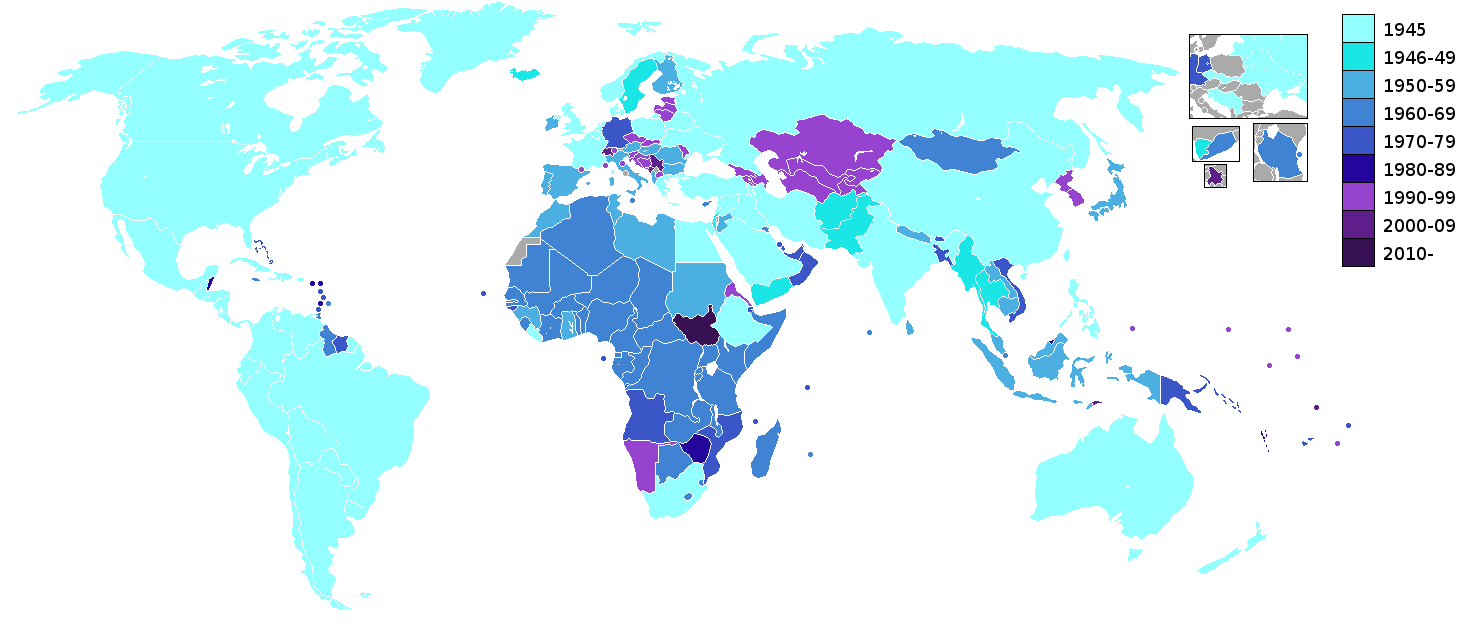
Statele care au aderat la ONU de-a lungul secolului trecut

Istoria Națiunilor Unite ca o organizație internațională își are originile în al doilea război mondial. De atunci, obiectivele și activitățile sale au fost extinse pentru a face din aceasta cea mai importantă organizație internațională.

## Numele
Președintele SUA Franklin Delano Roosevelt a sugerat prima dată numele Organizației Națiunilor Unite pentru a se referi la aliați din timpul războiului.  Franklin Roosevelt a adoptat numele și prima utilizare oficială a termenului a fost la 1 ianuarie 1942 cu Declarația Organizației Națiunilor Unite.
În timpul fazelor ulterioare de după cel de-al doilea război mondial, aliații au utilizat termenul de "Organizația Națiunilor Unite" pentru a se referi la alianta lor.